# Melvine Deba
Melvine Deba, née le 8 janvier 1998 à Paris, est une handballeuse française évoluant au poste d'ailière droite à Chambray Touraine Handball.

## Biographie
Après avoir rejoint l'équipe première lors de la saison 2015-2016, Melvine Deba se révèle lors de la saison suivante jusqu'à concurrencer la titulaire du poste d'ailière droite, Karolina Zalewski-Gardoni. En fin de saison, elle atteint la finale de la coupe de France avec Issy Paris Hand et termine avec 45 buts inscrits en 24 matchs de championnat.
À l'été 2017, elle est retenue en équipe de France junior pour disputer le championnat d'Europe en Slovénie. L'équipe de France remporte la compétition en dominant la Russie en finale (31-26).
Membre à part entière de l'effectif de l'équipe première d'Issy Paris Hand, elle signe en juin 2018 son premier contrat professionnel .
À l'été 2019, en l'absence de nombreuses titulaires laissées au repos et à l'occasion d'une large revue d'effectif, elle est retenue pour un stage de préparation avec l'équipe de France.
En 2020, elle rejoint le Metz Handball avec un statut d’internationale et de gros espoir autour d'elle, mais à cause de sa grave blessure au genou face à Besançon, elle décide de stopper son contrat avec le Metz HB et de reprendre ses études après seulement 5 matchs joués avec Metz.
En 2022, elle décide de reprendre le handball et s'engage avec le Chambray Touraine Handball.

## Palmarès

### En club
compétitions nationales
- finaliste de la coupe de France en 2017 (avec Issy Paris Hand)

### En sélection
autres
- championne d'Europe junior en 2017 en Slovénie

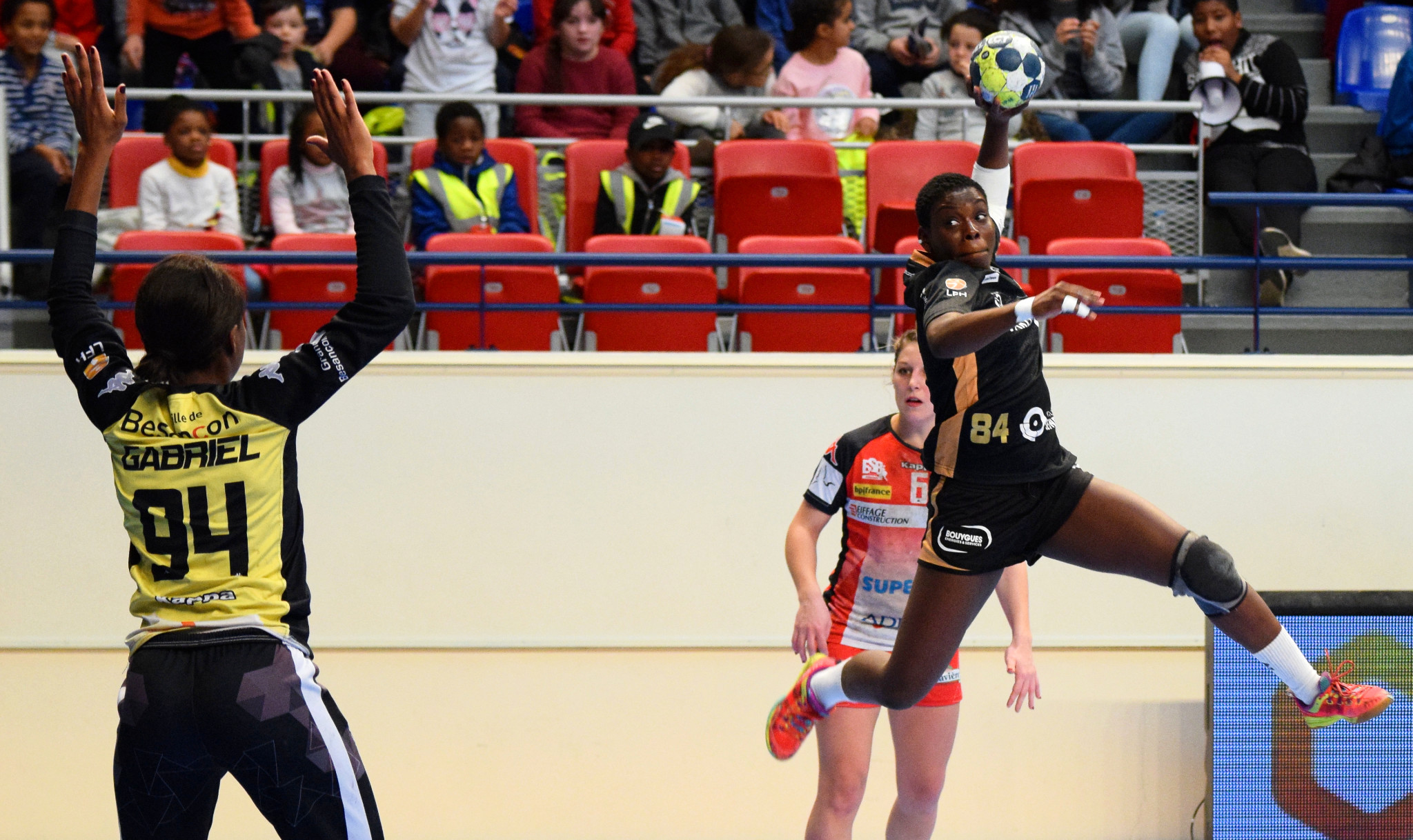
Melvine Deba au tir avec Paris, le 10 janvier 2018.